# Anyama (Ogbia)
Die Stadt Anyama, auch bekannt als Anyama-Ogbia oder Königreich Anyama-Ogbia, ist eine historische Ijaw-Stadt im Niger-Delta, deren Ursprünge bis ins 17. Jahrhundert zurückreichen. Die Stadt wurde 1655 von Adih, einem erfolgreichen Fischer und Händler, gegründet und entwickelte sich zu einem wichtigen Handelszentrum für Meeresfrüchte, Palmöl und andere Waren. Anyama liegt im Verwaltungsbezirk Ogbia des nigerianischen Bundesstaates Bayelsa und ist auch das Verwaltungszentrum des Anyama-Clans, eines der vier Clans des Königreichs Ogbia. Laut den Wahldaten der INEC aus dem Jahr 2019 wird die Bevölkerung von Anyama-Ogbia auf etwa 4.970 geschätzt.
Heutzutage ist die Stadt mit anhaltenden Herausforderungen wie Seepiraterie oder der Küstenerosion konfrontiert, die das Land und die Infrastruktur bedroht.
Es ist wichtig zu beachten, dass es im Bundesstaat Bayelsa zwei verschiedene Städte namens Anyama gibt, die jeweils in unterschiedlichen Verwaltungsbezirken liegen. Anyama-Ijaw liegt im Verwaltungsbezirk Süd-Ijaw, während Anyama-Ogbia im Verwaltungsbezirk Ogbia liegt. Beide Städte gehören zur größeren ethnischen Gruppe der Ijaw, unterscheiden sich jedoch deutlich in der Sprache.

## Geschichte
Anyama wurde 1655 von Adih (ausgesprochen Ādî oder Ad-deh), einem wohlhabenden Händler und Fischer, als Fischer- und Handelssiedlung gegründet. Sie wurde ursprünglich Otu-Egbesu genannt, was „Heimat von Egbesu“ bedeutet. Der Name spiegelt ihre spirituelle Verbindung zum Wassergeist Egbesu wider, der Ijaw-Gottheit des Krieges, des Schutzes und der Gerechtigkeit.
- Frühe Entwicklung und Wachstum

Anyama entwickelte sich zu einem florierenden Fischerei- und Handelszentrum, bekannt für seinen Handel mit Palmöl, Fisch, Meeresfrüchten und anderen landwirtschaftlichen Produkten wie Maniok, Yamswurzel, Taro und Reis. Unter König Adih trieb Anyama Handel mit benachbarten Ijaw-Gemeinden und Europäern. Wie andere Ijaw-Clans beteiligte sich Anyama kurzzeitig am transatlantischen Sklavenhandel, indem es Igbo-Sklaven über die Onitsha-Route erwarb; diese Praxis wurde jedoch bald aufgegeben.
- Das Erbe von Adih

Âɗēh wurde der erste traditionelle Herrscher der Stadt und legte den Grundstein für die Obi-Âɗih-Dynastie, die bis heute die königliche Linie in Anyama aufrechterhält. Seine Führung legte den Grundstein für wirtschaftlichen Wohlstand und kulturelle Bedeutung. Nach Âɗihs Herrschaft folgte ihm sein Sohn Ekpor als Obenema II. nach.
Ekpor erweiterte Anyamas Handelsnetze nach Osten und Süden und stärkte so die wirtschaftlichen Beziehungen zu anderen Regionen. Die mündliche Überlieferung beschreibt Ekpor als einen Mann von außergewöhnlicher Langlebigkeit, der angeblich 138 Jahre alt wurde. Sein langes Leben brachte ihm den Titel „dume-dume-nekpala“ ein, was so viel bedeutet wie „jemand, der sein Leben ständig verlängert“. Der Legende nach führte sein langes Leben zu einer Verschwörung innerhalb der Gemeinde, die ihn durch die Einschließung in einem Ameisenhaufen zum Tode verurteilte. Vor seinem Tod soll Ekpor die Stadt verflucht und erklärt haben, dass niemand so lange leben werde wie er.
- Die königliche Linie

Ekpors Sohn Obi zeugte Berichten zufolge 25 Kinder und begründete damit eine starke königliche Linie, aus der mehrere bedeutende Königshäuser hervorgingen. Dazu gehören das Haus Ekpor, das Haus Okori, das Haus Jokori, das Haus Adih und das Haus Obi. Diese Königshäuser sind nach wie vor ein wesentlicher Bestandteil des kulturellen und historischen Erbes von Anyama. Im Anyama-Ogbia-Dialekt bedeutet „Okori“ „in Gunst stehen“, während „Obi“ „Königshaus“ bedeutet, was ihre kulturelle und königliche Bedeutung unterstreicht.
Obi Ekpor, auch „obi-te-ekpor“ genannt, was „Obi, Sohn von Ekpor“ bedeutet, folgte seinem Vater als Obenema III. und führte Anyama durch eine Zeit des Wachstums und Wohlstands. Sein Sohn, Samuel Okori Obi, führte dieses Erbe als Obenema IV. fort und trug zum wirtschaftlichen und sozialen Fortschritt der Gemeinde bei. Samuel erhielt bedeutende Titel wie „ekpor-na-mobiozoh (I)“, was „eine Person aus dem Hause der Könige“ bedeutet, und „odidi-ama-kwe (I)“, was „eine unzerstörbare Stütze der Stadt oder Familie“ bedeutet. Sein Einfluss und sein Wohlstand brachten ihm den Spitznamen „Geldmann“ ein.
König Samuel Okori Obi wird für seine militärische Führung gefeiert, die entscheidend zum Wohlstand des Königreichs beitrug. Er entwickelte eine organisierte Militärstruktur mit Elitekriegern und einer Flotte von Kriegskanus, die den Schutz der Handelswege und die Verteidigung der Königreichsgrenzen gewährleistete. Diese Maßnahmen stärkten die wirtschaftliche Stabilität Anyama-Ogbias und festigten seine Position als wichtiger regionaler Handelsknotenpunkt. Sein strategischer Einsatz militärischer Stärke und Diplomatie erweiterte zudem den Einfluss des Königreichs und förderte Bündnisse mit benachbarten Gemeinden.
- Verbindungen und Nachkommen

Die königliche Dynastie Obi-Âɗih pflegt enge Beziehungen zu namhaften Familien in der gesamten Region Ijaw, darunter die Familie Eleibiri aus Nembe, die Familie Apiri aus Epebu, die Familie Owille aus Okodi und die Familie Eruani aus Twon-Brass.
Zu den Mitgliedern der königlichen Dynastie gehört HRH Chief (Engr.) Okori Obana Christopher vom Königshaus Okori, der durch seine mütterlichen Bindungen zum Haus Apiri Obenema (König) der Epebu-Gemeinschaft wurde. Weitere Persönlichkeiten sind Dr. Eruani Azibapu Godbless (CFR), ein ehemaliger Bayelsa State Commissioner für Gesundheit, und HRH Rev. Lawrence Samuel Okori, der als Vorsitzender der Anyama Rural Development Authority fungierte.
- Sprache

Anyama-Ijaw spricht Zentral-Ijaw, einen der Hauptdialekte innerhalb der Ijaw-Sprachfamilie, während Anyama-Ogbia, das von der Ogbia-Untergruppe der Ijaw bewohnt wird, Ogbia spricht. Obwohl beide Städte als Teil der größeren Ijaw-Ethnie gemeinsame kulturelle Bindungen haben, unterscheidet sich die in Anyama-Ogbia gesprochene Ogbia-Sprache von anderen Ijaw-Gemeinden, einschließlich Anyama-Ijaw.

## Wirtschaft
Die Wirtschaft von Anyama-Ogbia basiert in erster Linie auf ihren reichhaltigen natürlichen Ressourcen und traditionellen Lebensgrundlagen. Die Gemeinde liegt im rohstoffreichen Nigerdelta und betreibt wirtschaftliche Aktivitäten, die eng mit ihrer Umwelt verbunden sind. Nachfolgend finden Sie einen Überblick über die verschiedenen Sektoren, die zur Wirtschaft von Anyama-Ogbia beitragen:
- Fischerei und Aquakultur

Die Fischerei spielt eine bedeutende Rolle im Wirtschaftsleben von Anyama-Ogbia. In der Nähe von Flüssen und Bächen gelegen, nutzen die Fischer der Gemeinde traditionelle Techniken zum Fang von Fischen, Krebsen, Krabben, Austern und anderen Meeresfrüchten. Diese Produkte sind sowohl für den lokalen Verbrauch als auch für den Handel mit umliegenden Gebieten von entscheidender Bedeutung.
- Landwirtschaft und Agrarwirtschaft

Die Landwirtschaft ist ein weiterer wichtiger Aspekt der lokalen Wirtschaft. Das fruchtbare Land der Region ermöglicht den Anbau verschiedener Nutzpflanzen, darunter Maniok, Yamswurzeln, Kochbananen und Gemüse. Die Landwirtschaft wird größtenteils im kleinen Maßstab betrieben, wobei die Haushalte für den Eigenbedarf anbauen und überschüssige Produkte auf lokalen Märkten verkaufen.
- Palmöl und Cash Crops (Marktfrüchte)

Die Palmölproduktion ist ein wichtiger Wirtschaftszweig in Anyama-Ogbia. Familien und Kooperativen gewinnen Palmöl, das im Inland verwendet und in umliegenden Gemeinden verkauft wird. Auch andere Nutzpflanzen wie Kokosnüsse und Bast werden angebaut und gehandelt und tragen zur lokalen Wirtschaft bei.
- Handel und Märkte

Handel und Gewerbe sind wichtige Bestandteile des Wirtschaftslebens in Anyama-Ogbia. Die Gemeinde dient als Marktplatz für die umliegenden Dörfer. Händler tauschen hier landwirtschaftliche Erzeugnisse, Meeresfrüchte, Kunsthandwerk und andere wichtige Produkte aus. Lokale Märkte bieten zudem Raum für soziale Kontakte und kulturelle Aktivitäten.
- Auswirkungen von Öl und Gas

Als Teil des Nigerdeltas ist Anyama-Ogbia von der Öl- und Gasförderung geprägt. Obwohl die Gemeinde keine großen Ölförderanlagen beherbergt, unterstützt die Industrie in den umliegenden Gebieten indirekt die lokale Wirtschaft durch Infrastrukturausbau und begrenzte Beschäftigungsmöglichkeiten.
- Traditionelles Handwerk

Traditionelles Handwerk ist eine weitere Lebensgrundlage in Anyama-Ogbia. Erfahrene Handwerker stellen unter anderem Kanus, Fischernetze und Bastprodukte her, die sowohl praktisch sind als auch eine zusätzliche Einnahmequelle durch den lokalen und regionalen Verkauf bieten.

## Umweltprobleme
Die Stadt Anyama ist wie andere Gemeinschaften innerhalb des Anyama-Clans mit Umweltproblemen wie Überschwemmungen, Erosion und Gasabfackeln konfrontiert.
Küstenerosion ist ein großes Problem. Über 500 Gebäude, Plantagenbäume, wichtige Regierungseinrichtungen und andere Infrastruktur wurden im Laufe der Jahre weggespült. Zu den durch die Küstenerosion verlorenen öffentlichen Gütern zählen ein um 1935 errichteter Regierungshof, die um 1910 errichtete anglikanische Kirche St. James, zwei um 1977 errichtete Reismühlen, eine Grundschule, drei Anlegestellen, das um 1935 errichtete Hauptpostamt und eine Polizeistation. Eine alte Ölmühle aus dem Jahr 1955 ist kurz davor weggespült zu werden.
Eine neue Siedlung entstand, da das alte, ursprüngliche Anyama fast vollständig erodiert war. Aus Angst vor Küstenerosion zogen die Menschen an andere Orte.
Darüber hinaus ist Anyama mit Sicherheitsbedrohungen durch Seepiraten konfrontiert, die die Not seiner Gemeinschaften noch verschärfen und sowohl die Sicherheit als auch die wirtschaftliche Stabilität der Bewohner gefährden.
Auch das Abfackeln von Gas beeinträchtigt das Leben der Bewohner.

## Anyama-Clan
Der Anyama-Clan, ein Teil des Königreichs Ogbia, ist für seine reichhaltigen Erdölreserven bekannt und zieht zahlreiche internationale Ölkonzerne an. Der Clan wird von einer traditionellen Monarchie unter der Führung Seiner Majestät König Omie Theophilus, dem Obanobhan des Anyama-Clans, regiert.
Zum Anyama Clan gehören 17 Gemeinden:
| Gemeinden/Städte      |                                |
| --------------------- | ------------------------------ |
| Anyama Stadt          | Hauptquartier des Anyama Clans |
| Ayakoro (Gemeinde)    |                                |
| Epebu (Gemeinde)      |                                |
| Ewoma (Gemeinde)      |                                |
| Emadike (Gemeinde)    |                                |
| Okodi (Stadt)         |                                |
| Otuebule              |                                |
| Onuebum (Gemeinde)    |                                |
| Otuorbhi (Gemeinde)   |                                |
| Otuokpein (Stadt)     |                                |
| Orrkiki (Gemeinde)    |                                |
| Otuokenegu (Gemeinde) |                                |
| Ologierye (Gemeinde)  |                                |
| Otuedu (Gemeinde)     |                                |
| Ologi (Gemeinde)      |                                |
| Otuogori (Gemeinde)   |                                |
| Otuoegwe (Gemeinde)   |                                |

## Bemerkenswerte Persönlichkeiten des Anyama-Clans
- Seine Königliche Hoheit, der ehrenwerte (Oberste) Richter Emmanuel Joel Igoniwari, gewählter Obanobhan des Königreichs Ogbia und ehemaliger Oberster Richter des Bundesstaates Bayelsa, der 2007 verstarb. Er stammte aus der Otuedu-Gemeinde im Anyama-Clan.[29]
- Eruani Azibapu Godbless CFR, Milliardär und Industrieller, Sohn des verstorbenen Königs Alwell Eruani, Obanema von Emadike, Aguda der (IX). Er ist ehemaliger Gesundheitskommissar des Bundesstaates Bayelsa und Vorsitzender der Azikiel-Gruppe. Seine mütterliche Abstammung lässt sich auf das Haus Okori in Anyama-Ogbia und das Haus Apiri in der Gemeinde Epebu zurückführen.[30][31][32]
- Seine Königliche Hoheit,  Okori Obana Christopher (IV), ekpor-na-mobiozoh (jemand aus dem Hause der Könige), der als Obenema (König) der Epebu-Gemeinde amtierte.[32] Er ist der Gründer von Obena Engineering Limited.[13] Väterlicherseits stammt er aus dem Haus Okori in Anyama-Ogbia und mütterlicherseits aus dem Haus Apiri in der Gemeinde Epebu.
- Pfarrer Lawrence Okori, ehemaliger Vorsitzender der Anyama Rural Development Authority (im Volksmund bekannt als Anyama Local Government), stammt väterlicherseits aus dem Haus Okori in Anyama-Ogbia. Seine mütterlichseite Abstammung lässt sich auf das Haus Apiri in der Gemeinde Epebu zurückführen.[33]
- Der ehrenwerte Munalayefa Gibson war Mitglied des Parlaments von Bayelsa und dort Kommissar. Er stammt aus der Gemeinde Epebu.[34]
- Der ehrenwerte Robert Enogha Ayalla, ein ehemaliges Mitglied des Repräsentantenhauses des Bundesstaates Bayelsa und Vorsitzender von Ayalla Hotels Limited, stammt aus der Gemeinde Orkiki.[35]
- Seine Königliche Hoheit Paul I. Nathan, Obanobhan des Anyama-Clans und amtierender Obanobhan des Königreichs Ogbia.[36]
- Samuel Ogbuku aus der Gemeinde Ayakoro war Vorsitzender der Niger Delta Development Commission (NDDC).[37][38]

- Goodluck Ebele Jonathan (* 20. November 1957 in Otuoke, Nigeria) Er war von 2010 bis 2015 Staatspräsident Nigerias. Von 2005 bis 2007 war er Gouverneur des nigerianischen Bundesstaates Bayelsa, ab 2007 bekleidete er das Amt des Vizepräsidenten von Nigeria.